# Побит-Камик (Разградська область)
Поби́т-Ка́мик (болг. Побит камък) — село в Разградській області Болгарії. Входить до складу общини Разград.

## Населення
За даними перепису населення 2011 року у селі проживали 235 осіб.
Національний склад населення села:
| Національність   | Кількість осіб | Відсоток |
| ---------------- | -------------- | -------- |
| болгари          | 192            | 95,5%    |
| турки            | 7              | 3,5%     |
| інша             | 0              | 0%       |
| Всього відповіли | 201            |          |

Розподіл населення за віком у 2011 році:
Динаміка населення: